# Toyota Carina ED
Toyota Carina ED (яп. トヨタ・カリーナED) — спортивный хардтоп среднего класса, выпускавшийся компанией Toyota с 1985 по 1998 годы. Автомобиль выпускался как самостоятельный, без общей платформы с Toyota Carina, но совместно с родственным Corona EXiV. Автомобиль позиционировался как Celica в кузове седан. Дизайн автомобиля эмулировал американский стиль кузов — Хардтоп. Благодаря этому Carina ED имела огромные продажи в Японии. Буквы ED в названии автомобиля означают Exciting Dressy, что можно перевести как «захватывающий» и «роскошный».

## Первое поколение
Carina ED ST160-ST163 появилась в 1985 году, выпуск прекращён в 1989 году. Дизайн автомобиля был сконцентрирован на стайлинге и комфорте.
В Carina ED, в отличие от обычной Carina, имеются следующие особенности:
-отсутствие средней стойки между дверями (то есть, настоящий «хардтоп», а не его имитация, как это принято сейчас делать);
-заниженный кузов, и очень низкая (для седана) посадка;
-двигатели только 1.8 (1S-ELU 115 л. с., 1S-iU 105 л. с., 4S-Fi 114 л. с.) и 2.0 (3S-FE 140 л. с., 3S-GELU 140 л. с.), то есть, нет малолитражных 1.5-1.6 двигателей малой мощности;
-более богатая комплектация (климат-контроль, электросиденье, регулировка руля в 2 плоскостях, дополнительные датчики, контрольная лампа, сообщающая о сгоревшей лампочке стоп-сигнала, и т. д.)

## Второе поколение
Второе поколение (код кузова ST180) появилось в 1989 году и предлагало больше роскоши. Кроме того, все предлагаемые двигатели были оснащены электронным впрыском топлива. Предлагаемые двигатели: hi-mech twin-cam объёмом 1.8 литра, hi-mech twin-cam объёмом 2 литра и 2-литровый sport twin-cam. Также автомобили второго поколения начали оснащаться подруливающей задней подвеской 4WS. Выпуск прекращён в 1993 году.

## Третье поколение
Третье поколение (код кузова ST200 — ST205) Toyota Carina ED c более округлым контуром кузова. Для модели этого поколения предлагались двигатели, 4S-FE 1.8 л (125 л. с., ST200 и ST201), 3S-FE 2,0 л (140 л. с., ST202 и ST203) и 3S-GE 2,0 л (175 л. с). Трансмиссия была представлена как автоматической коробкой передач(A140), так и механической коробкой. Некоторые модели Toyota Carina ED снабжались системой 4WS и системой антипробуксовки TRC (ST201 и ST203). Кузова ST205 выпускали в комплектации 4WD на МКПП и АКПП (3S-GE).